# 中国科学院大学公共政策与管理学院
中国科学院大学公共政策与管理学院是2015年中国科学院大学组建成立的学院。方新担任院长，中国科学院科技政策与管理科学研究所党委书记穆荣平任常务副院长，叶中华教授、霍国庆教授任副院长。
中国科学院大学科技管理学院是2012年中国科学院大学组建成立的学院，其前身为成立于2009年的中国科学院研究生院继续教育学院。

## 组织结构
- 公共管理系
- 创新发展政策系
- 科技管理系
- 可持续发展政策与管理系
- 法律与知识产权系

## 历任院长
1. 第一任　2015年至今　院长：方新 常务副院长：穆荣平